# 72式魚雷
72式魚雷（ななにしきぎょらい）は海上自衛隊が運用していた長魚雷。魚雷艇及び潜水艦に対浮上航行潜水艦・対水上艦向け兵装として搭載されていた。非誘導魚雷であり、1972年（昭和47年）に制式採用され、1994年（平成6年）に運用が終了した。開発・製造は三菱重工業。開発中の名称はG-5B。

## 概要
海上自衛隊では、創設間もない1954年（昭和29年）より、旧海軍の酸素魚雷の技術を基に、新型魚雷の開発に着手した。この新型魚雷はG-5と呼称され、昭和39年度まで研究が続けられたが、実用化には至らなかった。なお、このとき並行して開発されたホーミング誘導式の電気式魚雷が試製54式魚雷（G-1～4B）であった。
その後、昭和40年度より、駛走距離の延伸を目的として、新型機関を搭載したG-5Bの開発が開始された。技術的な不確定要素が大きいことから、研究試作によって開発に着手し、昭和42年度に基本要目が策定された。
当初は、燃料にアルコール、酸化剤に硝酸を用いるレシプロエンジンで開発が進められたが、硝酸の取り扱い辛さや排出気体の問題が生じた。その後、過酸化水素の取扱に関する情報が入手できたこともあって、酸化剤はこちらに変更された。これにより排気も水蒸気・二酸化炭素となったため、航跡も無くすことができた。
昭和47年度に72式魚雷I型として制式化され、海上自衛隊の魚雷艇と潜水艦に搭載された。1980年代になると、潜水艦は、これに代わりハープーン対艦ミサイルを装備するようになり、魚雷艇も最後の15号魚雷艇が1994年（平成6年）に退役したことから、72式魚雷も運用が終了し、順次廃棄された。

## 搭載艦艇
- うずしお型潜水艦：魚雷発射管HU-602[3]。
- ゆうしお型潜水艦：魚雷発射管HU-603[3]。
- 11号型魚雷艇：魚雷発射管HO-101B[7]。